# Mauromyia finitima
Mauromyia finitima là một loài ruồi trong họ Tachinidae.